# Нове Бадіково
Нове Баді́ково (мокш. Од Бадеку, рос. Новое Бадиково, ерз. Од Байдеку) — мокшанське село у складі Зубово-Полянського району Мордовії, Росія. Входить до складу Старобадіковського сільського поселення.
Населення — 533 особи (2010; 634 у 2002).
Національний склад станом на 2002 рік:
- мокша — 79 %[4]